# Midori (licor)

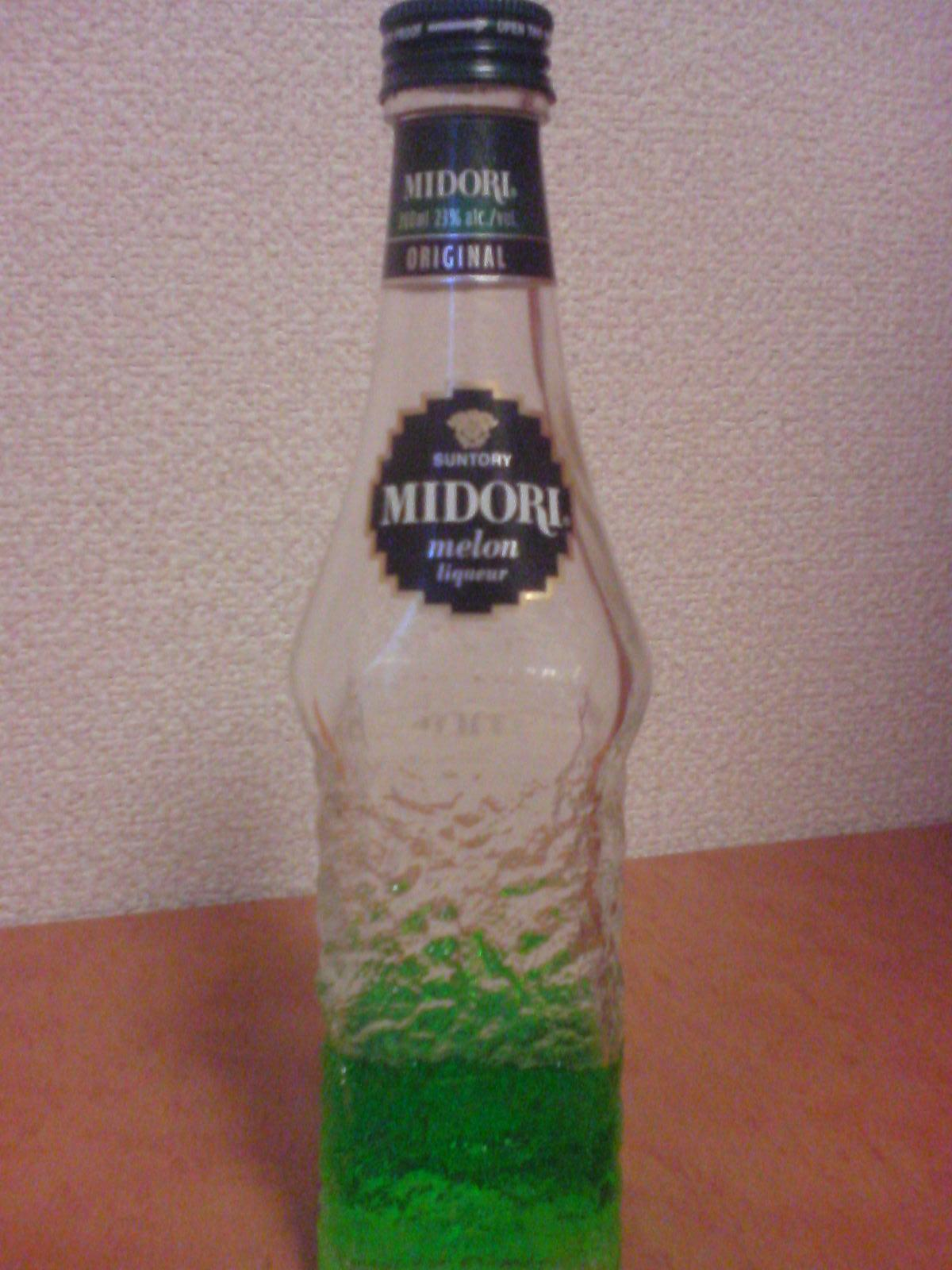
Una botella de Midori.

El Midori (en japonés ‘verde’) es un licor de color verde claro y sabor a melón fabricado por Suntory, si bien originariamente se elaboró en Japón hasta 1987. Fue presentado en 1978 con una fiesta de lanzamiento celebrada en el famoso Studio 54 de Nueva York. Suele tener un contenido del 20–21% de alcohol por volumen.
Como es extremadamente dulce, suele mezclarse o usarse para elaborar cócteles, como por ejemplo un Japanese slipper. El Midori suele usarse en varios tragos largos, con limonada, zumo de limón fresco, de lima, piña o naranja. Se usan sabores ácidos para compensar su dulzor.